# دون بيركنز
دون بيركنز (بالإنجليزية: Don Perkins)‏ هو لاعب كرة قدم أمريكية أمريكي، ولد في 4 مارس 1938 في واترلو في الولايات المتحدة.

## وصلات خارجية
- دون بيركنز على موقع مرجع كرة القدم المحترفة.كوم (الإنجليزية)
- دون بيركنز على موقع قاعة نيو مكسيكو للمشاهير الرياضية (الإنجليزية)
- دون بيركنز على موقع قاعة آيوا للمشاهير الرياضية (الإنجليزية)